# As Rapture Comes
As Rapture Comes è il settimo album della band death metal svedese Grave, pubblicato il 25 luglio 2006 dalla Century Media Records.

## Tracce
1. Intro - Day of Reckoning – 0:49
2. Burn – 6:24
3. Through Eternity – 3:45
4. By Demons Bred – 4:16
5. Living the Dead Behind – 6:26
6. Unholy Terror – 3:45
7. Battle of Eden – 3:38
8. Epic Obliteration – 4:03
9. Them Bones (cover degli Alice in Chains) – 2:32
10. As Rapture Comes – 5:34

## Formazione
- Ola Lindgren - voce, chitarra
- Pelle Ekegren - batteria
- Jonas Torndal - chitarra
- Fredrik Isaksson - basso